# Éruption du piton de la Fournaise en 1986
L'éruption du piton de la Fournaise en 1986 s'est déroulée dans et en dehors de l'Enclos Fouqué du piton de la Fournaise, du 20 au 29 mars 1986. Cette éruption volcanique est marquée par deux coulées de lave qui coupent la route nationale 2 et détruisent quelques habitations ainsi qu'une autre coulée de lave qui avance dans l'océan Indien au niveau de la pointe de la Table.

## Contexte
L'éruption de mars 1986 s'inscrit dans une activité volcanique plus générale ayant débuté le 14 juin 1985 et s'étant achevé le 29 décembre 1988. Il s'agit de la deuxième éruption hors Enclos du XXe siècle après celle de mars 1977.

## Déroulement
L'activité volcanique débute le 20 mars 1986 vers 5 h 0 heure locale avec l'ouverture d'une fissure volcanique en dehors de l'Enclos Fouqué, sur le flanc Sud-Est du piton de la Fournaise. Longue de 700 mètres, elle se trouve à environ 1 000 mètres d'altitude, juste au-dessus du piton de Takamaka datant d'une précédente éruption. Cette fissure volcanique donne naissance à une coulée de lave qui se sépare immédiatement en deux coulées de part et d'autre du piton de Takamaka. La lave fluide progresse rapidement dans la végétation tropicale avec des vitesses allant de 100 à 300 mètres par heure. La coulée se dirigeant plein est emprunte la ravine des Citrons Galets et prend le nom de coulée des Citrons Galets. Elle coupe la route nationale 2 sur 150 mètres vers 17 h et se jette dans l'océan Indien juste au sud de la pointe du Tremblet vers 21 h. La coulée se dirigeant vers l'est-sud-est emprunte la ravine de Takamaka et prend le nom de coulée de Takamaka. Elle coupe elle aussi la route nationale 2 sur une quarantaine de mètres vers 15 h mais s'arrête avant d'atteindre l'océan, à 200 mètres des vagues.
Empruntant des tunnels naturels, la lave fait surface un peu plus au sud, à 90 mètres d'altitude, juste au-dessus de la pointe de la Table et au niveau du puits arabe. Surgissant à haute température car ayant eu très peu de temps pour refroidir, la lave forme des cascades de lave en se jetant des falaises qui forment alors le littoral. Une fois l'océan atteint, la lave se refroidit brutalement mais pas suffisamment pour stopper son avancée et elle forme alors des laves en coussin en progressant sur les fonds marins.
D'autres petites coulées de lave s'épancheront dans le fond du cratère Dolomieu et dans les Grandes Pentes.
L'éruption cesse le 29 mars 1986 après dix jours d'activité.

## Conséquences

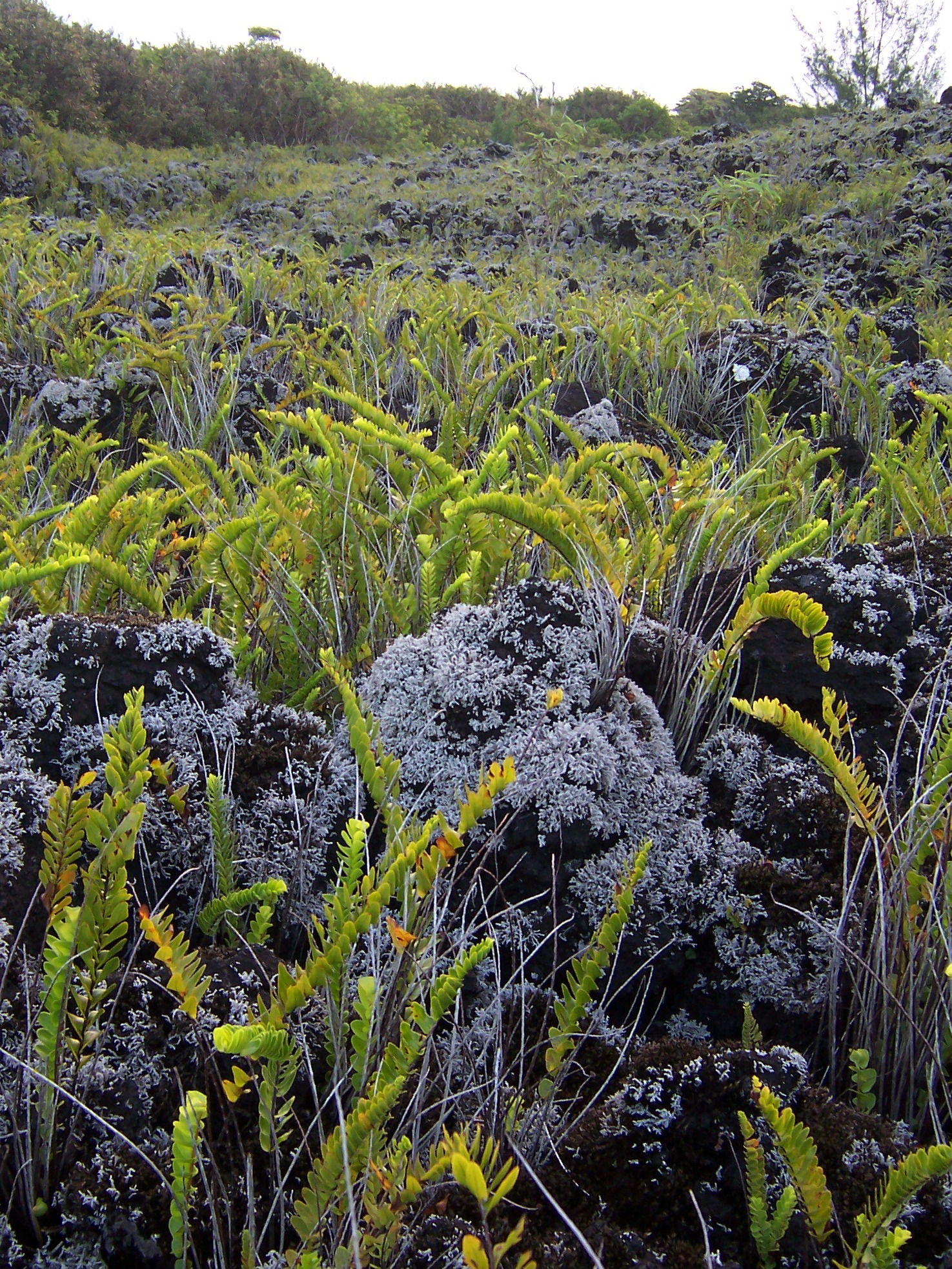
Recolonisation végétale d'une des coulées de lave en mars 2007.

Des coulées de lave ayant progressé en dehors de l'Enclos Fouqué, les dégâts sont importants dans les cultures de vanille sur les flancs du piton de la Fournaise. Les autres dégâts matériels sont représentés par la destruction de huit logements et la coupure en deux endroits de la route nationale 2. Il n'y a aucune victime en raison de l'évacuation préventive des habitations situées dans la trajectoire des deux coulées de lave, y compris entre elles, certaines habitations s'étant retrouvées isolées du reste de l'île du moment que les deux coulées ont coupé la route nationale 2. Les ravines de Takamaka et des Citrons Galets sont partiellement comblées par les deux coulées de lave qui les ont empruntées et la pointe de la Table s'est agrandie de plusieurs hectares à l'occasion de l'éruption.